# Medio Oeste (tiểu vùng)
Medio Oeste là một tiểu vùng thuộc bang Rio Grande do Norte, Brasil. Tiều vùng này có diện tích 2898 km², dân số năm 2007 là 37053 người.